# Slaven Dobrović
Slaven Dobrović, né le 29 août 1967 à Zadar, est un homme politique croate membre du Pont des listes indépendantes (MOST).
Il est ministre de l'Environnement du 22 janvier 2016 au 27 avril 2017, date à laquelle il est limogé pour avoir voté en faveur d'une motion de censure visant le ministre des Finances Zdravko Marić.